# Pujols, Lot-et-Garonne

Pujols este o comună în departamentul Lot-et-Garonne din sud-vestul Franței. În 2009 avea o populație de 3.645 de locuitori.

## Evoluția populației
| An        | 1975  | 1982  | 1990  | 1999  | 2006  | 2009  |
| --------- | ----- | ----- | ----- | ----- | ----- | ----- |
| Populație | 2.534 | 3.365 | 3.608 | 3.546 | 3.657 | 3.645 |